# 百花梅
百花 梅（ひゃっか うめ、1999年12月26日 - ）は、日本のグラビアアイドル、お菓子系アイドル。神奈川県出身。
天羽 成美ファンにはアマハーと呼ばれている。旧名は天羽 成美（あまは なるみ）。

## 略歴
高校卒業後、芸能事務所Wishに所属。イメージビデオ制作会社のSmashTVを紹介され、2019年8月、同社制作の『天羽成美 キミ、10代、恋の予感』でデビュー。以降ヒット作を続け「S級美少女」の異名を持つ。この時点では身バレの可能性を考え取材等はNGにしており、イベントも全く開催しなかった。2020年5月にTwitter（現・X）を開始するも7月中旬に休止。
後日、2020年7月に事務所を退所したことを発表。家族に“天羽をしていること”を話し、Twitter再開。以降、フリーランスとして活動する。
2021年2月号より『Cream』モデルとしても活動。同年よりイベント出演も解禁している。
2021年4月14日付けFANZA通販アダルトDVD日間ランキングではAV作品を押しのけ『AMAHA×OKINAWA 前編』が4位を記録した。同年5月よりスパイスビジュアルにて自身のオリジナルレーベル「Angel Feather」を始動。2022年3月11日付けFANZA通販アダルトDVD日間ランキングでは『恋色初期衝動』が1位を記録。5月9日週FANZA通販アダルトDVDウィークリーランキングで『全部自然で、全部好き。/天羽成美』が1位を獲得。
2023年6月23日、4年間務めたSmashTV.専属を卒業すると発表。引退はしない。
2024年4月、百花 梅（ひゃっか・うめ）への改名を発表。2024年時点では週5、6日はカフェで勤務しており、芸能活動においての有名欲はなく、楽しいこと、好きなことを形にするための活動再開だと述べている。

## 人物
趣味：マンガを読むこと。特技：料理。フリーランス以降は撮影会で被写体となった経験から自身でもカメラを趣味としており、他のモデルの宣伝スチールなどでプロカメラマンとしても活動している。

## 作品

### イメージビデオ
天羽成美 名義
- キミ、10代、恋の予感（2019年8月30日、スパイスビジュアル）
- 清純クロニクル（2019年10月25日、スパイスビジュアル）
- 恋の聖域＋（プラス）（2019年12月20日、スパイスビジュアル）
- キミの美尻に恋してる（2020年2月28日、スパイスビジュアル）
- コスって！恋して！ （2020年4月24日、スパイスビジュアル）
- シースルーラブ（2020年6月26日、スパイスビジュアル）
- 接写×天羽成美（2020年8月28日、スパイスビジュアル）
- あまはちゃんのA（エース＊）を狙え！（2020年10月30日、スパイスビジュアル）
- ここまでやっちゃう！？（2020年12月18日、スパイスビジュアル））
- 10th Anniversary～まだまだ卒業しません！～（2021年2月26日、スパイスビジュアル）
- ふたりえっち！（2021年4月30日、スパイスビジュアル）共演：山田彩星
- AMAHA×OKINAWA 前編 〜HAPPY & CUTE〜（2021年5月28日、スパイスビジュアル）[8]
- AMAHA×OKINAWA 後編 〜Beauty & Emotional〜（2021年6月25日、スパイスビジュアル）
- 私立Smash学園・学級委員長（2021年8月27日、スパイスビジュアル）
- 恋・快感・とりっぷ！（2021年10月29日、スパイスビジュアル）
- ケモミミな彼女（2021年12月24日、スパイスビジュアル）[16]
- 波の音、キミの声…（2022年2月25日、スパイスビジュアル）
- 恋色初期衝動（2022年4月29日、スパイスビジュアル）
- 全部自然で、全部好き。（2022年6月29日、スパイスビジュアル）
- おかえりなさい！あまはちゃん（2023年2月22日、スパイスビジュアル）
- あまはちゃんとイク！えちえち恋ツアー（2023年7月26日、スパイスビジュアル）

百花梅 名義
- 誰よりいちばん（2024年6月20日、ラインコミュニケーションズ）[17]
- あなたしか見えない（2024年9月20日、ラインコミュニケーションズ）[18][19]
- えちえち（2024年12月10日、ラインコミュニケーションズ）[20]
- 雌蕊‑めしべ-（2025年3月10日、ラインコミュニケーションズ）[21]

### 動画配信
天羽成美 名義
- もっと教えて！あまはちゃん（2020年7月15日、SmashTV.）
- キミはＳ級神対応（2020年9月15日、SmashTV.）
- 拝啓 ＃アマハー 私は元気です！（2020年11月13日、SmashTV.）
- クラスメイトはあまはちゃん！（2021年1月15日、SmashTV.）
- ずっとそばにいるよ。（2021年3月15日、SmashTV.）

### VR
天羽成美 名義
- 【VR】初VR！超S級着エロ美少女「天羽成美」待望の着エロVRデビュー！～イチャイチャ同棲カップル編～（2020年7月17日、CASANOVA）
- 【VR】超S級着エロ美少女「天羽成美」～新妻の誘惑コスプレデート編～（2020年7月24日、CASANOVA）
- 【VR】限界着エロ無双！！ 天使的清純美少女「天羽成美」最強レベルの伝説級VR（2021年4月30日、CASANOVA）
- 【VR】限界着エロ無双！！ 天使的清純美少女「天羽成美」最強レベルの伝説級VR2（2021年5月7日、CASANOVA）
- 【VR】Fiore 天羽成美 制服、ニーハイ、ビキニ。純粋無垢な可愛すぎるおんなのこが先輩を誘惑、告白。（2021年12月17日、Fiore）

### デジタル写真集
天羽成美 名義
- AMAHA×OKINAWA DL写真集（2021年4月21日、SmashTV.）
- 教室えっち DL写真集（2022年7月9日、SmashTV.）[22]
- MIYAKO Island Nature【DL写真集】（2022年1月15日、SmashTV.）[23]
- the end of the world（2022年5月6日、撮影：安藤青太）
- BOY MEETS GIRL（2022年11月14日、撮影：安藤青太）